# 中共揖花村支部旧址
中共揖花村支部旧址，位于中国广东省湛江市雷州市沈塘镇揖花村，为湛江市雷州市的一个市级文物保护单位，类型为近现代重要史迹及代表性建筑，公布时间为1994年9月13日。
中共揖花村支部旧址的历史年代为抗日战争时期。